# An Essay on the Principle of Population
Het boek An Essay on the Principle of Population (Een essay over het principe van de bevolkingsgroei) werd in 1798 voor het eerst anoniem gepubliceerd door J. Johnson (Londen). De dominee Thomas Robert Malthus werd al snel als de schrijver geïdentificeerd.
Hoewel het niet het eerste boek was over bevolkingsgroei, wordt het werk algemeen gezien als het invloedrijkste werk van zijn tijdperk. Charles Darwin en Alfred Russel Wallace noemden de 6e editie van het essay van Malthus onafhankelijk van elkaar cruciaal voor de   ontwikkeling van hun theorie van de natuurlijke selectie.

## Voetnoten
1. ↑  "Malthus, An Essay on the Principle of Population: Library of Economics" (description), Liberty Fund, Inc., 2000, EconLib.org webpagina: EconLib-MalPop.